# Zazdili nám WC!!
Zazdili nám WC!! je jediné studiové album liberecké Oi! skupiny Hubert Macháně. Obsahuje 13 písní a vydáno bylo roku 1991.

## Písně
1. Metr píva
2. Mordbiogest
3. Bílej rajón
4. '77
5. Honza
6. Ty máš šíleně zvadlý vnady!
7. Děvky a chlast
8. Hubert Macháně
9. Samba
10. Schizofrénie
11. Plnou nádrž, Hansi go!
12. Zazdili nám WC
13. Hoja hoj